# NK Garić Ilova
Nogometni klub Garić Ilova hrvatski je nogometni klub iz Ilove. 
Trenutačno se natječe u 2. ŽNL Sisačko-moslavačke NS Kutina.

## Vanjske poveznice
- Profil, HNS Semafor